# Gabriela Cuevas
Gabriela Cuevas Barrón (Ciudad de México, 3 de abril de 1979) es una política mexicana, licenciada en ciencia política, miembro del Movimiento Regeneración Nacional. Fue diputada de la Asamblea del distrito federal de 2003 a 2006, jefa Delegacional de Miguel Hidalgo, Distrito Federal, de 2006 a 2009. Ha sido tres veces diputada federal al Congreso de la Unión, primero por el X Distrito del Distrito Federal en la LXI Legislatura de 2009 a 2012, así como plurinominal de 2000 a 2003 y de 2018 a 2021. Fue senadora de la república en la LXII Legislatura de 2012 a 2018. Además de 2017 a 2020, fue la presidenta de la Unión Interparlamentaria. 

## Biografía

### Trayectoria profesional
Gabriela Cuevas Barron es Licenciada Ciencia Política por el Instituto Tecnológico Autónomo de México; en esa misma institución fungió como asistente de investigación, en el PAN fue integrante de la Secretaría Nacional de Acción Juvenil, como Coordinadora de Acción Política, durante la secretaría de Rogelio Carbajal Tejada, además fue asesora de relaciones públicas de la campaña de Carlos Castillo Peraza a la jefatura de gobierno en 1997 y coordinadora del tema juvenil de la campaña de Vicente Fox en 2000 y posteriormente fue Asesora de la Subsecretaría de Comunicación Social de la Secretaría de Gobernación.

## Trayectoria política

### Diputada federal plurinominal (2000-2003)
Electa diputada federal suplente plurinominal a la LVIII Legislatura de 2000 a 2003, ocupó la curul al pedir licencia el titular César Nava Vázquez. 

### Diputada de la Asamblea legislativa del distrito federal (2003-2006)
En 2003 fue elegida diputada local a la III Legislatura de la Asamblea Legislativa del Distrito Federal. Durante su cargo como diputada local, se caracterizó por enfrentamientos con el gobierno de la ciudad y su insistencia a asistir a las conferencias de prensa del jefe de gobierno Andrés Manuel López Obrador, solicitud que le fue negada por este último.
Tras el proceso de desafuero de López Obrador en 2005, Cuevas y su compañero de bancada Jorge Lara, en colaboración con el subprocurador de la Procuraduría General de la República Carlos Javier Vega Memije pagaron 2 mil pesos, unos 180 dólares, por concepto de fianza para evitar que López Obrador fuese a la cárcel y, en su propia opinión, evitar que se presentase ante la opinión pública como una víctima. La fianza fue considerada por López Obrador como una sucia maniobra política, y fue rechazada por el juez encargado del caso.

### Jefa delegacional de Miguel Hidalgo (2006-2009)
En 2006 fue candidata por el PAN y el partido Nueva Alianza a la Jefatura Delegacional de Miguel Hidalgo, sus rivales fueron Luz Lajous por el PRI, Carlos Reyes Gamiz por el PRD y Pedro Ricardo Velasco Taboada por Alternativa Socialdemócrata. Durante la campaña y previa a ella tuvo un constante enfrentamiento con su antecesor en el cargo, Fernando Aboitiz quien incluso renunció a su militancia en el PAN y se unió al movimiento político de Andrés Manuel López Obrador. Ganó la elección, siendo uno de los dos únicos triunfos del PAN en delegaciones del D.F. en esa elección. 
Como Jefa Delegacional en funciones fue opositora al proyecto de construcción de la Torre Bicentenario en el Bosque de Chapultepec (iniciativa impulsada por el Jefe de Gobierno Marcelo Ebrard). En conjunto con varias organizaciones de colonos de la zona y ambientalistas, el 27 de septiembre de 2007 consiguió que se suspendiera la obra en la demarcación debido a que ese predio violaba la Ley, pues no pueden construirse más de 12 pisos en esa zona y el inmueble que se encuentra actualmente en ese lugar está protegido por el Instituto Nacional de Bellas Artes (Instituto Nacional de Bellas Artes), ya que fue construido en 1940. 
Durante su gestión, Gabriela Cuevas se caracterizó por realizar consultas acerca de sus proyectos con los habitantes de la Delegación. En 2007 realizó la primera consulta vecinal con motivo de la construcción de la Torre Bicentenario. Posteriormente, ha realizado consultas entre la población de Miguel Hidalgo dirigidas a los niños y las mujeres de su delegación.
Durante junio de 2008 presentó el Proyecto Integral Palmas el cual consta de 6 soluciones viales sobre la Avenida Paseo de las Palmas, caracterizada por la gran cantidad de vehículos que pasan sobre ella a diario, lo cual en horas pico la convierte en una afectación a la calidad de vida de los vecinos y habitantes de esa zona. El proyecto consta de puentes vehiculares que eliminarán los semáforos, para según ella, mejorar el aforo vehicular y la calidad de vida de los que a diario transitan y viven por esa zona. Para el sustento a este proyecto, realizó nuevamente una consulta entre los vecinos sobre el tráfico en la zona poniente de la Ciudad de México. Los primeros dos puentes vehiculares se ubican en los cruces de Palmas-Reforma-Bosques y Ejército Nacional-Ferrocarril de Cuernavaca. El inicio de la obra se vio obstruido por una clausura de la Secretaría del Medio Ambiente del DF (SMADF) por no entregar 6 oficios de la obra y talar árboles protegidos que no forman parte del predio, lo que causó el cese del director de Obras de la Delegación Miguel Hidalgo.
La Organización Urbanitas (de filiación perredista) realizó una encuesta en julio de 2008 para evaluar su desempeño como Jefa Delegacional y reprobándola en su desempeño. Durante su gestión también se ha enfrentado al rechazo de organizaciones civiles a algunos de sus proyectos, principalmente la construcción de un paso a desnivel, que ha sido vista como una batalla política y como un "capricho" de la delegada, según los vecinos opositores de la obra.[cita requerida]

### Diputada federal (2009-2012)
El 1 de abril de 2009, Gabriela Cuevas solicitó licencia para contender por la Diputación Federal de mayoría por el X Distrito del Distrito Federal. Ganó la elección con el 34.19% de la votación, frente a su contendiente más cercana Guadalupe Loaeza, quien obtuvo el 24.04%. 
Se desempeñó como diputada federal en la LXI Legislatura por el  Distrito X que abarca prácticamente toda la Delegación Miguel Hidalgo en el Distrito Federal. Presidió la Comisión del Distrito Federal de la Cámara de Diputados e integró las Comisiones de Defensa Nacional, Presupuesto y Cuenta Pública, así como la Comisión Especial encargada de vigilar el correcto uso de Recursos Federales, Estatales y Municipales en los procesos electorales. 

### Senadora plurinominal (2012-2018)
Durante las elecciones federales de México de 2012, fue electa senadora al congreso de la unión por lista nacional para el periodo 2012-2018, en su gestión como senadora presidió la Comisión de Relaciones Exteriores del senado. En octubre de 2017 fue electa presidente de la unión interparlamentaria. 
El 21 de enero de 2018 Cuevas informó su renuncia al Partido Acción Nacional para ser “senadora independiente”. Como parte del anunció, informó que apoyaría a Andrés Manuel López Obrador, entonces precandidato de Morena a la presidencia. “De la misma forma en que en el año 2000 fui parte del movimiento que logró la alternancia en la presidencia de la República, en 2018 he decidido, con la misma convicción democrática, unirme al movimiento plural que ha convocado el licenciado Andrés Manuel López Obrador. Mi propósito es persistir en la lucha por una democracia más justa”, agregó. [cita requerida]

### Presidenta de la Unión interparlamentaria (2017-2020)
El 22 de mayo de 2017, los presidentes de la Cámara de Diputados y del Senado de la República presentaron formalmente la candidatura de la entonces senadora Cuevas. Al realizarse la votación para dicha presidencia, Cuevas obtuvo una amplia mayoría de la votación (287 votos a favor de 361) que se llevó a cabo en la Asamblea de la UIP, en San Petersburgo, Rusia. Siendo la primera mujer en presidir esta organización en sus 128 años de existencia.

### Diputada federal plurinominal (2018-2021)
Compitió en las elecciones federales de 2018 como diputada en la lista plurinominal de la cuarta sección del Movimiento Regeneración Nacional. Como resultado de esa misma elección formó parte de ese grupo parlamentario, hasta la conclusión de la legislatura en agosto de 2021.